# Estación Vilarinho
La Estación Vilarinho es una terminal intermodal de transporte colectivo de Belo Horizonte localizado en la Región de Venda Nova, próximo a las avenidas Cristiano Machado, Pedro I y Vilarinho que integra a 47 líneas de autobús y una línea de metro.

## Proyecto
Fue construida para ser la mayor terminal de integración de la Región Metropolitana de Belo Horizonte, con una previsión de unos 120.000 pasajeros/día. Actualmente, posee un movimiento de 30.000 pasajeros/día.

## Tiendas
Junto a la Estación Vilarinho existe el Shopping Estación BH, operado por la BrMalls, una importante empresa administradora de Shopping Center de Brasil. Este es el centro comercial más próximo al Sector Norte de la Región Metropolitana de Belo Horizonte siendo uno de los mayores atractivos de la terminal.

## Metro
La Estación Vilarinho esrá integrada en el Metro de Belo Horizonte de 05h15 a las 23h00, con intervalos de entre 4 y 12 minutos.